# ريفلوشن
ريفلوشن (بالإنجليزية: Revolution)‏ أو كما يعرف بِـ الثورة بعد الترجمة للعربية. هو مسلسل تلفزيوني أمريكي من إنتاج شبكة أن بي سي.
بدأ بث المسلسل في 17 سبتمبر 2012. المسلسل يحكي قصة أناس بعد انقطاع التيار الكهربائي عن الكرة الارضية.
تدور أحداث المسلسل بعد مرور خمسة عشر عام من حدوث انقطاع تام للكهرباء في الكرة الأرضية مما أعاد البشرية قرون للوراء. الشخصية الرئيسية في المسلسل هي تشارلي ماثيسون تقوم بدورها (تريسي سبيريداكوس) التي تُفاجئ بمهاجمة جنود تابعين للجنرال مونرو (ديفيد لايونس) لقريتها وقتلهم أباها وخطف شقيقها لسبب غير معلوم لها في ذلك الحين. قبل أن يفارق والدها الحياة يخبرها أن له شقيق اسمه مايلز ماثيسون (بيلي بيرك) وأنه قادر على مساعدتها في استعادة شقيقها فتذهب مع صديقين لوالدها لتجده ليبدأوا سوياً رحلة للبحث عن شقيقها لتحريره، دون أن تعلم أن هذه الرحلة ستقودها لاكتشافات لم تكن لتتوقعها وأن أقرب الأناس إليها ربما كانوا المسئولين عن انقطاع كهرباء عالمنا.

## روابط خارجية
- ريفلوشن على موقع IMDb (الإنجليزية)
- ريفلوشن على موقع ميتاكريتيك (الإنجليزية)
- ريفلوشن على موقع روتن توميتوز (الإنجليزية)
- ريفلوشن على موقع كينوبويسك (الروسية)
- ريفلوشن على موقع ألو سيني (الفرنسية)
- ريفلوشن على موقع قاعدة بيانات الفيلم (الإنجليزية)